# De Looierij

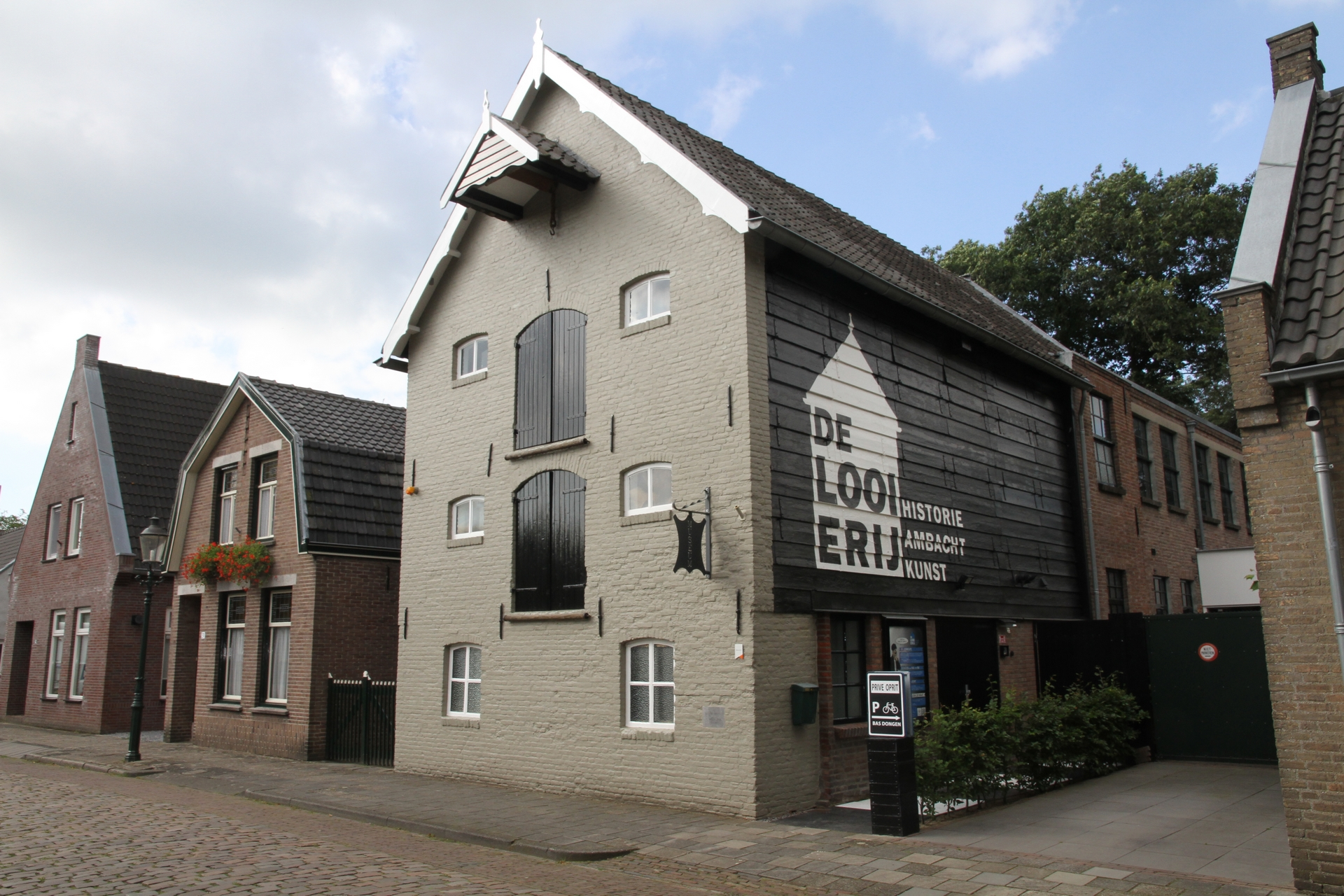
De leerlooierij aan de Kerkstraat 33 in Dongen, waarin museum De Looierij is gevestigd.

Museum De Looierij is een geschiedkundig en ambachtsmuseum in Dongen, gevestigd aan de Kerkstraat 33, met als hoofdthema leer looien..
Het museum werd in 2000 ingericht in de voormalige leerlooierij van de firma Hessels. Na een renovatie in 2010-2011 werd het museum heropend onder de naam De Looierij. (Voor die tijd heette het museum Dongha Museum). Het oudste deel van het museumgebouw stamt uit 1890, het werd in 1943 uitgebreid. Enkele betonnen looikuipen zijn nog aanwezig. Het gebouw is geklasseerd als rijksmonument.
Het museum heeft twee afdelingen:
- "Van nul tot nu" De erfgoedcollectie omvat voorwerpen die de geschiedenis van Dongen illustreren, vanaf de prehistorie tot heden.
- "De leerroute" Uitgelegd wordt met tekst, beeld en geluid hoe in de regio leerlooien werkte, een bedrijfstak die vanaf eind 19e eeuw tot in de jaren 60 van de 20e eeuw een zeer belangrijke industriële activiteit vertegenwoordigde in Dongen.

Daarnaast heeft het museum een wisseltentoonstellingsruimte, het Nieuwe Nathuis, waar Dongense kunstenaars kunnen exposeren. Ook maatschappelijke of historische exposities kunnen hier worden tentoongesteld.
Er is een museumcafé en er is een museumwinkel. Het museum is officieel geregistreerd en toegankelijk met een museumkaart. 